# كيلبورن (محطة مترو أنفاق لندن)
كيلبورن (بالإنجليزية: Kilburn)‏ هي إحدى محطات مترو أنفاق لندن. تقع على خط جوبيلي أفتتحت في المنطقة (Zone) رقم 2 أفتتحت في 24 نوفمبر 1879. 